# Inka Kivalo
Inka Mirjam Kivalo, född 23 mars 1956 i Helsingfors, är en finländsk målare och textilkonstnär.
Kivalo studerade 1979–1985 vid Konstindustriella högskolan i Helsingfors. Mellan 1985 och 1989 planerade hon inredningstextilier för Marimekko. Hon utförde bildvävnaden Röd Madonna för Social- och hälsovårdsministeriet 1989 och en väggmålning för kyrkans utbildningscentral i Träskända 1990. Sedan början av 1990-talet har hon undervisat i textilkonst vid Konstindustriella högskolan. Hon utnämndes till årets textilkonstnär i Finland 2000, och 2019 tilldelades hon The Nordic Award in Textiles.
Kivalo är känd för sin nyskapande textilkonst i olika blandtekniker, textilinstallationer och -skulpturer. Hon har utfört traditionella bildvävnader, men använt färger som associerar till måleriet. Som målare har hon arbetat med både oljefärger och akvarell.